# قائمة المعادن
هذه قائمة بأسماء بعض المعادن:

## سيليكات
- سوروسيليكات
- توباز
- عقيق أحمر
- نيزوسيليكات
- إيبيدوت
- هيميمورفايت
- آينوسيليكات
- رودونايت
- نبتونيت
- السيليكات الحلقية
- أوسيومايت
- بيرل
- فيلوسيليكات
- أبوفيلايت
- كافانسايت
- تكتوسيليكات
- فلدسبار
- كوارتز
- أوتريلايت

## معادن الكالسيوم
- فلوريت

## معادن أخرى
- الذهب
- الفوسفات
- مجموعة الزبرجد الزيتوني